# Sphagemacrurus gibber
Sphagemacrurus gibber е вид лъчеперка от семейство Macrouridae.

## Разпространение и местообитание
Този вид е разпространен в САЩ (Хавайски острови).
Среща се на дълбочина от 384 до 1463 m, при температура на водата около 5,8 °C и соленост 34,2 ‰.